# Thermosara diapyra
Thermosara diapyra là một loài bướm đêm trong họ Noctuidae.